# Charles Fernandez
Charles David Fernandez Wanke (Dayton, 28 de dezembro de 1995) é um pentatleta guatemalteco, nascido nos Estados Unidos, bicampeão pan-americano no individual em Toronto 2015 e Lima 2019. 

## Carreira
Fernandez representou seu país nos Jogos Olímpicos de Verão de 2016, terminando na 15ª colocação.